# Dorian Çollaku
Dorian Çollaku (Tirana, 2 giugno 1977) è un ex martellista albanese.
Ha rappresentato l'Albania in numerose manifestazioni internazionali tra cui due edizioni consecutive dei Giochi olimpici ad Atene 2004 e Pechino 2008.

## Record nazionali
- Lancio del martello: 76,96 m ( Espoo, 22 giugno 2008)

## Palmarès
| Anno | Manifestazione    | Sede              | Evento              | Risultato | Prestazione | Note                                     |
| ---- | ----------------- | ----------------- | ------------------- | --------- | ----------- | ---------------------------------------- |
| 1996 | Mondiali juniores | Sydney            | Lancio del martello | 17º (q)   | 59,72 m     |                                          |
| 1997 | Europei under 23  | Turku             | Lancio del martello | 16º (q)   | 63,06 m     |                                          |
| 1998 | Balcanici         | Belgrado          | Lancio del martello | Bronzo    | 69,94 m     |                                          |
| 1998 | Europei           | Budapest          | Lancio del martello | 34º (q)   | 64,88 m     |                                          |
| 1999 | Europei under 23  | Göteborg          | Lancio del martello | 10º       | 68,58 m     |                                          |
| 2002 | Europei           | Monaco di Baviera | Lancio del martello | 30º (q)   | 67,47 m     |                                          |
| 2002 | Balcanici         | Bucarest          | Lancio del martello | 5º        | 69,20 m     |                                          |
| 2004 | Giochi olimpici   | Atene             | Lancio del martello | 31º (q)   | 70,06 m     |                                          |
| 2005 | Mondiali          | Helsinki          | Lancio del martello | 28º (q)   | 58,83 m     |                                          |
| 2007 | Mondiali          | Osaka             | Lancio del martello | 27º (q)   | 68,30 m     | Miglior prestazione personale stagionale |
| 2008 | Giochi olimpici   | Pechino           | Lancio del martello | 28º (q)   | 70,98 m     |                                          |
| 2012 | Europei           | Helsinki          | Lancio del martello | 30º (q)   | 59,92 m     |                                          |

## Altre competizioni internazionali
1998
- Argento in Coppa Europa - Second League ( Belgrado), lancio del martello - 66,36 m

2002
- Bronzo in Coppa Europa - Second League ( Belgrado), lancio del martello - 64,79 m

2003
- 4º in Coppa Europa - Second League ( Istanbul), lancio del martello - 67,48 m

2004
- 12º in Coppa Europa invernale di lanci ( Marsa), lancio del martello - 72,19 m
- 4º in Coppa Europa - Second League ( Novi Sad), lancio del martello - 70.06 m

2005
- 9º in Coppa Europa invernale di lanci ( Mersin), lancio del martello - 72,17 m

2006
- Oro in Coppa Europa - Second League ( Novi Sad), lancio del martello - 71,65 m

2011
- 4º in Europei a squadre - Third League ( Reykjavík), lancio del martello - 66,70 m